# Liste der Wirtschaftsminister von Schleswig-Holstein
Dieser Artikel enthält eine Liste der Wirtschaftsminister von Schleswig-Holstein.

## Wirtschaftsminister Schleswig-Holstein (seit 1946)
| Name                                                                | Amtsantritt                                                         | Kabinett                                                | Partei                              |
| Minister für Wirtschaft und Verkehr                                 | Minister für Wirtschaft und Verkehr                                 | Minister für Wirtschaft und Verkehr                     | Minister für Wirtschaft und Verkehr |
| ------------------------------------------------------------------- | ------------------------------------------------------------------- | ------------------------------------------------------- | ----------------------------------- |
| Bruno Diekmann                                                      | 11. April 1946                                                      | Steltzer I                                              | SPD                                 |
| Minister für Wirtschaft                                             |                                                                     |                                                         |                                     |
| Bruno Diekmann                                                      | 23. November 1946                                                   | Steltzer II                                             | SPD                                 |
| Minister für Wirtschaft und Verkehr                                 |                                                                     |                                                         |                                     |
| Bruno Diekmann                                                      | 29. April 1947                                                      | Lüdemann                                                | SPD                                 |
| Minister für Arbeit, Wirtschaft und Verkehr                         |                                                                     |                                                         |                                     |
| Ludwig Preller                                                      | 6. August 1948 29. August 1949                                      | Lüdemann Diekmann                                       | SPD                                 |
| Minister für Wirtschaft, Aufbau und Verkehr                         |                                                                     |                                                         |                                     |
| Hermann Andersen                                                    | 5. September 1950                                                   | Bartram                                                 | FDP                                 |
| Minister für Wirtschaft und Verkehr                                 |                                                                     |                                                         |                                     |
| Hermann Andersen                                                    | 25. Juni 1951 27. Juli 1951                                         | Lübke I Lübke II                                        | FDP                                 |
| Friedrich Wilhelm Lübke (kommissarisch)                             | 4. Januar 1952                                                      | Lübke II                                                | CDU                                 |
| Hermann Böhrnsen                                                    | 13. September 1952 11. Oktober 1954 27. Oktober 1958 7. Januar 1963 | Lübke II von Hassel I von Hassel II Lemke I             | CDU                                 |
| Knud Knudsen                                                        | 1. Juni 1967                                                        | Lemke II                                                | CDU                                 |
| Gerhard Gaul                                                        | 24. März 1969                                                       | Lemke II                                                | CDU                                 |
| Karl-Heinz Narjes                                                   | 10. November 1969 24. Mai 1971                                      | Lemke II Stoltenberg I                                  | CDU                                 |
| Jürgen Westphal                                                     | 29. Januar 1973 26. Mai 1975 29. Mai 1979 4. Oktober 1982           | Stoltenberg I Stoltenberg II Stoltenberg III Barschel I | CDU                                 |
| Manfred Biermann                                                    | 16. Dezember 1985                                                   | Barschel II                                             | CDU                                 |
| Roger Asmussen                                                      | 9. Juni 1987 2. Oktober 1987                                        | Barschel II Schwarz                                     | CDU                                 |
| Minister für Wirtschaft, Technik und Verkehr                        |                                                                     |                                                         |                                     |
| Franz Froschmaier                                                   | 31. Mai 1988                                                        | Engholm I                                               | SPD                                 |
| Uwe Thomas                                                          | 5. Mai 1992                                                         | Engholm II                                              | SPD                                 |
| Peer Steinbrück                                                     | 19. Mai 1993                                                        | Simonis I                                               | SPD                                 |
| Minister für Wirtschaft, Technologie und Verkehr                    |                                                                     |                                                         |                                     |
| Peer Steinbrück                                                     | 22. Mai 1996                                                        | Simonis II                                              | SPD                                 |
| Horst Günter Bülck                                                  | 28. Oktober 1998                                                    | Simonis II                                              | SPD                                 |
| Bernd Rohwer                                                        | 28. März 2000                                                       | Simonis III                                             | SPD                                 |
| Minister für Wirtschaft, Arbeit und Verkehr                         |                                                                     |                                                         |                                     |
| Bernd Rohwer                                                        | 1. März 2003                                                        | Simonis III                                             | SPD                                 |
| Minister für Wissenschaft, Wirtschaft und Verkehr                   |                                                                     |                                                         |                                     |
| Dietrich Austermann                                                 | 27. April 2005                                                      | Carstensen I                                            | CDU                                 |
| Werner Marnette                                                     | 8. Juli 2008                                                        | Carstensen I                                            | CDU                                 |
| Jörn Biel                                                           | 30. März 2009                                                       | Carstensen I                                            | CDU                                 |
| Jost de Jager                                                       | 27. Oktober 2009                                                    | Carstensen II                                           | CDU                                 |
| Minister für Wirtschaft, Arbeit, Verkehr und Technologie            |                                                                     |                                                         |                                     |
| Reinhard Meyer                                                      | 12. Juni 2012                                                       | Albig                                                   | SPD                                 |
| Minister für Wirtschaft, Verkehr, Arbeit, Technologie und Tourismus |                                                                     |                                                         |                                     |
| Bernd Buchholz                                                      | 28. Juni 2017                                                       | Günther I                                               | FDP                                 |
| Claus Ruhe Madsen                                                   | 29. Juni 2022                                                       | Günther II                                              | CDU                                 |